# Austria en el Festival de la Canción de Eurovisión 2021
Austria participó en el LXV Festival de la Canción de Eurovisión, celebrado en Róterdam, Países Bajos del 18 al 22 de mayo del 2021, tras la victoria de Duncan Laurence con la canción «Arcade». La ORF decidió mantener al representante de Austria de la cancelada edición de 2020, el cantante de ascendencia filipina Vincent Bueno para participar en la edición de 2021, siendo presentada en el mes de marzo la balada «Amen» con la cual competirían.
Vincent Bueno finalizó en 12.ª posición de la semifinal 2 con 66 puntos, 53 del jurado profesional y 13 del televoto.

## Historia de Austria en el Festival
Austria debutó en el festival de Eurovisión en su segunda edición, en 1957. Desde entonces ha participado en 52 ocasiones, habiendo ganado dos veces: en 1966 con Udo Jürgens con la canción «Mercie, Chérie» y en 2014, con Conchita Wurst y la balada «Rise Like a Phoenix». Desde la introducción de las semifinales de 2004, Austria ha clasificado a la final en 5 ocasiones, mejorando notablemente su trayectoria en el concurso desde su regreso en 2011, tras su pausa del festival de cuatro años. Por otra parte, Austria ha finalizado en el último lugar del festival en 8 ocasiones, incluyendo cuatro de ellas con 0 puntos, siendo la última ocasión en 2015 en calidad de anfitrión.
El representante para la edición cancelada de 2020 era Vincent Bueno con la canción pop «Alive». En 2019, la cantante Pænda no logró clasificarse para la final, terminando en 17.ª posición con 22 puntos en la segunda semifinal, con el tema «Limits».

## Representante para Eurovisión

### Elección Interna
La ORF confirmó su participación en el Festival de la Canción de Eurovisión 2021 el _ confirmando a Vicent Bueno, representante austríaco en la cancelada edición de Róterdam 2020 como el participante austríaco para 2021, el 26 de marzo de 2020. En diciembre de 2020 Austria confirmó la presentación de la canción seleccionada en marzo. Vincent Bueno presentó el 10 de marzo la balada «Amen» de la cual declaró el cantante que «no es el clásico estilo Bueno». La balada se presentó junto al videoclip en el canal oficial de Eurovisión y contó con Marvin Dietmann como su director artístico en el festival. Posteriormente se reveló que había barajado 3 canciones para participar en el concurso, mismas que seleccionó para su EP titulado «DEMOS»: «Amen», «Dumb Human Bias» y «Parachute».

## En Eurovisión
De acuerdo a las reglas del festival, todos los concursantes inician desde las semifinales, a excepción del anfitrión (en este caso, Países Bajos) y el Big Five compuesto por Alemania, España, Francia, Italia y Reino Unido. La producción del festival decidió respetar el sorteo ya realizado para la edición cancelada de 2020 por lo que se determinó que el país, tendría que participar en la segunda semifinal. En este mismo sorteo, se determinó que participaría en la primera mitad de la semifinal (posiciones 1-9). Semanas después, ya conocidos los artistas y sus respectivas canciones participantes, la producción del programa dio a conocer el orden de actuación, determinando que Austria participara en la quinta posición, precedida por Grecia y seguido de Polonia.
Los comentarios para Austria corrieron por parte de Andi Knoll. El portavoz de la votación del jurado profesional austriaco fue el actor Philipp Hansa.

### Semifinal 2
Vincent Bueno tomó parte de los primeros ensayos los días 10 y 13 de mayo, así como de los ensayos generales con vestuario de la segunda semifinal los días 19 y 20 de mayo. El ensayo general de la tarde del 19 fue tomado en cuenta por los jurados profesionales para emitir sus votos, que representan el 50% de los puntos. Austria se presentó en la posición 5, detrás de Polonia y por delante de Grecia. La actuación austriaca se mantuvo bastante sobria, con Vincent Bueno vistiendo un traje completamente negro, actuó solo sobre una pasarela mientras se realizaban distintos juegos de luces blancas con la iluminación del recinto, mientras el resto del escenario se mantenía en penumbras. En la parte final de la canción, la iluminación completa pasó a tonos más cálidos inundando el recinto de colores dorados.
Al final del show, Austria no fue anunciada como uno de los países clasificados para la gran final. Los resultados revelados una vez terminado el festival, posicionaron a Austria en el 12° lugar con 66 puntos, habiéndose colocado en la 11° puesto con 53 puntos del jurado profesional y en 15.ª posición del televoto con 13 puntos.

### Votación

#### Puntuación otorgada a Austria

##### Semifinal 2
| Jurado                | Jurado               | Jurado               | Jurado            | Jurado              |
| 12 puntos             | 10 puntos            | 8 puntos             | 7 puntos          | 6 puntos            |
| --------------------- | -------------------- | -------------------- | ----------------- | ------------------- |
|                       |                      |                      | - Albania - Suiza | - Bulgaria - España |
| 5 puntos              | 4 puntos             | 3 puntos             | 2 puntos          | 1 punto             |
| - Finlandia - Georgia | - Estonia - Islandia | - Dinamarca - Serbia | - Portugal        | - Letonia           |
| Televoto              |                      |                      |                   |                     |
| 12 puntos             | 10 puntos            | 8 puntos             | 7 puntos          | 6 puntos            |
|                       |                      |                      |                   |                     |
| 5 puntos              | 4 puntos             | 3 puntos             | 2 puntos          | 1 punto             |
|                       | - Dinamarca - Suiza  | - Albania            | - Islandia        |                     |

#### Puntuación otorgada por Austria
| Puntos    | Jurado     | Televoto  |
| --------- | ---------- | --------- |
| 12 puntos | Suiza      | Serbia    |
| 10 puntos | Islandia   | Islandia  |
| 8 puntos  | Bulgaria   | Suiza     |
| 7 puntos  | Portugal   | Portugal  |
| 6 puntos  | Serbia     | Moldavia  |
| 5 puntos  | Finlandia  | Finlandia |
| 4 puntos  | Dinamarca  | Bulgaria  |
| 3 puntos  | Albania    | Dinamarca |
| 2 puntos  | Moldavia   | Albania   |
| 1 punto   | San Marino | Polonia   |

| Puntos    | Jurado       | Televoto  |
| --------- | ------------ | --------- |
| 12 puntos | Islandia     | Serbia    |
| 10 puntos | Suiza        | Islandia  |
| 8 puntos  | Francia      | Italia    |
| 7 puntos  | Portugal     | Ucrania   |
| 6 puntos  | Italia       | Francia   |
| 5 puntos  | Bulgaria     | Suiza     |
| 4 puntos  | Malta        | Finlandia |
| 3 puntos  | Países Bajos | Lituania  |
| 2 puntos  | Alemania     | Malta     |
| 1 punto   | Finlandia    | Noruega   |

##### Desglose
El jurado austriaco estuvo compuesto por:
- Virginia Ernst
- Gabriela Horn (Pænda)
- Peter Pansky
- Drew Sarich
- Norbert Schneider

| Semifinal 2 | Semifinal 2     | Semifinal 2                | Semifinal 2                | Semifinal 2                | Semifinal 2                | Semifinal 2                | Semifinal 2                | Semifinal 2                | Semifinal 2                | Semifinal 2                |
| N.º         | País            | Jurado                     | Jurado                     | Jurado                     | Jurado                     | Jurado                     | Jurado                     | Jurado                     | Televoto                   | Televoto                   |
| N.º         | País            | Jurado A                   | Jurado B                   | Jurado C                   | Jurado D                   | Jurado E                   | Ranking                    | Puntos                     | Ranking                    | Puntos                     |
| ----------- | --------------- | -------------------------- | -------------------------- | -------------------------- | -------------------------- | -------------------------- | -------------------------- | -------------------------- | -------------------------- | -------------------------- |
| 01          | San Marino      | 12                         | 8                          | 7                          | 10                         | 10                         | 10                         | 1                          | 14                         |                            |
| 02          | Estonia         | 14                         | 10                         | 13                         | 12                         | 13                         | 13                         |                            | 11                         |                            |
| 03          | República Checa | 6                          | 12                         | 12                         | 11                         | 11                         | 12                         |                            | 15                         |                            |
| 04          | Grecia          | 8                          | 9                          | 8                          | 14                         | 12                         | 11                         |                            | 13                         |                            |
| 05          | Austria         | -------------------------- | -------------------------- | -------------------------- | -------------------------- | -------------------------- | -------------------------- | -------------------------- | -------------------------- | -------------------------- |
| 06          | Polonia         | 16                         | 14                         | 15                         | 13                         | 15                         | 15                         |                            | 10                         | 1                          |
| 07          | Moldavia        | 9                          | 11                         | 11                         | 5                          | 14                         | 9                          | 2                          | 5                          | 6                          |
| 08          | Islandia        | 3                          | 2                          | 1                          | 4                          | 2                          | 2                          | 10                         | 2                          | 10                         |
| 09          | Serbia          | 4                          | 5                          | 6                          | 9                          | 7                          | 5                          | 6                          | 1                          | 12                         |
| 10          | Georgia         | 15                         | 15                         | 16                         | 15                         | 16                         | 16                         |                            | 12                         |                            |
| 11          | Albania         | 10                         | 6                          | 9                          | 8                          | 8                          | 8                          | 3                          | 9                          | 2                          |
| 12          | Portugal        | 2                          | 4                          | 4                          | 1                          | 6                          | 4                          | 7                          | 4                          | 7                          |
| 13          | Bulgaria        | 1                          | 3                          | 3                          | 3                          | 3                          | 3                          | 8                          | 7                          | 4                          |
| 14          | Finlandia       | 13                         | 7                          | 5                          | 6                          | 5                          | 6                          | 5                          | 6                          | 5                          |
| 15          | Letonia         | 11                         | 16                         | 14                         | 16                         | 9                          | 14                         |                            | 16                         |                            |
| 16          | Suiza           | 7                          | 1                          | 2                          | 2                          | 1                          | 1                          | 12                         | 3                          | 8                          |
| 17          | Dinamarca       | 5                          | 13                         | 10                         | 7                          | 4                          | 7                          | 4                          | 8                          | 3                          |

| Final | Final        | Final    | Final    | Final    | Final    | Final    | Final   | Final  | Final    | Final    |
| N.º   | País         | Jurado   | Jurado   | Jurado   | Jurado   | Jurado   | Jurado  | Jurado | Televoto | Televoto |
| N.º   | País         | Jurado A | Jurado B | Jurado C | Jurado D | Jurado E | Ranking | Puntos | Ranking  | Puntos   |
| ----- | ------------ | -------- | -------- | -------- | -------- | -------- | ------- | ------ | -------- | -------- |
| 01    | Chipre       | 15       | 25       | 13       | 9        | 21       | 16      |        | 20       |          |
| 02    | Albania      | 22       | 24       | 25       | 19       | 18       | 26      |        | 13       |          |
| 03    | Israel       | 16       | 12       | 14       | 17       | 20       | 19      |        | 18       |          |
| 04    | Bélgica      | 20       | 17       | 16       | 10       | 14       | 17      |        | 21       |          |
| 05    | Rusia        | 17       | 20       | 23       | 3        | 12       | 11      |        | 12       |          |
| 06    | Malta        | 3        | 6        | 8        | 22       | 11       | 7       | 4      | 9        | 2        |
| 07    | Portugal     | 6        | 4        | 4        | 1        | 5        | 4       | 7      | 14       |          |
| 08    | Serbia       | 18       | 11       | 19       | 18       | 10       | 14      |        | 1        | 12       |
| 09    | Reino Unido  | 14       | 15       | 26       | 21       | 19       | 20      |        | 26       |          |
| 10    | Grecia       | 12       | 21       | 12       | 13       | 25       | 18      |        | 19       |          |
| 11    | Suiza        | 4        | 2        | 2        | 4        | 4        | 2       | 10     | 6        | 5        |
| 12    | Islandia     | 1        | 5        | 1        | 8        | 3        | 1       | 12     | 2        | 10       |
| 13    | España       | 8        | 23       | 15       | 12       | 13       | 12      |        | 25       |          |
| 14    | Moldavia     | 23       | 22       | 22       | 11       | 26       | 21      |        | 24       |          |
| 15    | Alemania     | 5        | 9        | 18       | 26       | 7        | 9       | 2      | 15       |          |
| 16    | Finlandia    | 9        | 10       | 7        | 15       | 8        | 10      | 1      | 7        | 4        |
| 17    | Bulgaria     | 2        | 3        | 9        | 7        | 9        | 6       | 5      | 11       |          |
| 18    | Lituania     | 21       | 13       | 11       | 14       | 15       | 15      |        | 8        | 3        |
| 19    | Ucrania      | 25       | 14       | 21       | 25       | 16       | 23      |        | 4        | 7        |
| 20    | Francia      | 7        | 1        | 5        | 6        | 2        | 3       | 8      | 5        | 6        |
| 21    | Azerbaiyán   | 19       | 19       | 24       | 20       | 22       | 25      |        | 17       |          |
| 22    | Noruega      | 26       | 18       | 6        | 16       | 24       | 13      |        | 10       | 1        |
| 23    | Países Bajos | 10       | 8        | 10       | 5        | 6        | 8       | 3      | 23       |          |
| 24    | Italia       | 11       | 7        | 3        | 2        | 1        | 5       | 6      | 3        | 8        |
| 25    | Suecia       | 24       | 16       | 20       | 23       | 17       | 24      |        | 16       |          |
| 26    | San Marino   | 13       | 26       | 17       | 24       | 23       | 22      |        | 22       |          |